# Willem Jacob Geertsema
Willem Jacob Geertsema (Groningen, 31 maart 1845 - Driebergen, 7 augustus 1902) was een Nederlands-Indisch ambtenaar en Nederlands politicus.
Willem Jacob Geertsema werd geboren in het gezin met een broer en drie zussen van de bestuurder Johan Herman Geertsema Czn. en Arendina Wichers. Zijn vader zou later lid worden van de Tweede en Eerste Kamer, Minister, Staatsraad en Commissaris des Konings. Zijn broer, Carel Coenraad Geertsema, werd Commissaris der Koningin en lid van de Eerste Kamer.
Willem Jacob Geertsema deed zijn groot-ambtenarenexamen in Batavia in 1867 en doorliep een ambtelijke loopbaan in Nederlands-Indië: in Batavia (1865-1869), aan de westkust van Sumatra (1869-1877) en in Bezoeki en Java (1877-1887). In 1887 keerde hij terug naar Nederland, waar hij bankier werd bij de firma Geertsema, Feith en Co. in Amsterdam.
In 1888 versloeg hij de anti-revolutionair Jan van Alphen, en werd hij gekozen in de Tweede Kamer der Staten-Generaal (voor Enschede), en in 1891 werd hij herkozen (nu in Amsterdam). In 1894 en 1897 was hij bij de algemene verkiezingen geen kandidaat, en maakte hij een reis naar Nederlands-Indië. In 1897 keerde hij terug, en werd hij in Amsterdam bij de tussentijdse verkiezingen nipt gekozen; met een gelijk aantal stemmen (1225) als de anti-revolutionair Theo Heemskerk, werd Geertsema als de oudste zitting gekozen verklaard op grond van de Kieswet. In de Kamer sprak hij hoofdzakelijk over Indische Zaken. Hij was enkele jaren lid van de Amsterdamse gemeenteraad (1891-1893). Ook was hij lid van diverse raden van commissarissen, waaronder De Nederlandsche Bank, de Nederlandsch-Indische Handelsbank en de Amsterdamsche Courant. Hij was directeur van het departement Amsterdam van het Instituut voor Doofstommen.
Geertsema trouwde in 1875 in Fort de Kock met Antoinette Adelaide du Ry van Beest Holle, met wie hij vier dochters en twee zoons zou krijgen. Hij was grootvader van Minister van Binnenlandse Zaken Molly Geertsema. In 1898 werd hij benoemd tot Officier in de Orde van Oranje-Nassau